# Hirale, Sorab
Hirale là một làng thuộc tehsil Sorab, huyện Shimoga, bang Karnataka, Ấn Độ.